# Caterina Ruggeri
Caterina Ruggeri (Piacenza, 22 luglio 1968) è una giornalista e conduttrice televisiva italiana naturalizzata svizzera.

## Biografia
Nata a Piacenza e cresciuta in Svizzera a Lugano, è una giornalista professionista italo-svizzera. Mamma di Angelica nata nel 2005. Caterina Ruggeri ha frequentato il Liceo Linguistico di Lugano 1, si è laureata in Scienze politiche all'Università Statale di Milano, già durante gli studi universitari è stata conduttrice di molti programmi televisivi per la TSI, tra cui, per 8 edizioni, il popolare programma in eurovisione Giochi senza frontiere. Dopo il praticantato giornalistico alla RTSI radio svizzera Rete1, si è iscritta all'albo dei giornalisti svizzeri. Ha condotto per l'emittente radiofonica svizzera Rete1 un magazine del sabato mattina di attualità e spettacolo. Sulla TSI ha condotto programmi musicali, di viaggi e archeologia, medicina e salute. Contattata dal canale televisivo italiano Telepiù, dal 1994 ha letto il telegiornale sportivo di Telepiù 2 Coast to coast. Nel 1998 ha sostenuto l'esame di Stato anche in Italia, iscrivendosi all'albo del Lazio e del Molise. È stata conduttrice per il Canale Cine Cinema di Bazar, programma di approfondimento cinematografico italiano e internazionale.
Ha interrotto l'esperienza con Telepiù, per trasferirsi per due anni a New York a fare l'assistente di Fabrizio Del Noce, allora corrispondente del TG1. Al rientro in Italia si è trasferita a Roma, dove, sotto la direzione di Enrico Mentana, ha lavorato alla redazione esteri del TG5. Nel 2000 è a Milano, nella redazione di Verissimo, con Carlo Rossella; nel 2001 viene assunta a tempo indeterminato, testata TG5 in forza a Verissimo. Nel 2003, dopo la partenza di Rossella diventato direttore di Panorama, va a Verissimo Mattina, affiancata da altri tre colleghi conduce su Canale 5 il Magazine Verissimo delle 8.30 che apre la strada ai contenitori del mattino di Canale 5. Con l'avvento alla conduzione di Paola Perego, la redazione si spacca e viene trasferita alla redazione milanese del TG5.
Nel 2007 è tornata al TG5 e nel luglio 2008 sotto la direzione di Clemente Mimun ha esordito alla conduzione del TG5 Minuti in onda alle 18.00. Ma per poco perché dal novembre 2011 scelta dal Direttore Mario Giordano è stata trasferita al canale all news Mediaset, TGcom24. Con il cambio di direzione subentra Alessandro Banfi che consolida la sua posizione di conduttrice Breaking News cinque giorni alla settimana. Inoltre la incarica di seguire per il canale la moda donna e uomo. Dopo cinque anni da conduttrice delle Breaking News a tempo pieno, con l'arrivo del direttore Andrea Pucci a NewsMediaset, ad ottobre 2016, ha accettato di entrare nella redazione Costume e Società della testata occupandosi di eventi di Moda, Design e Spettacolo tra questi la Prima della Scala o come invita al Royal Wedding di Henry e Meghan a Windsor. Caterina ha continuato a condurre le news di TGcom24 una settimana al mese fino al 2018 e nel contempo in veste di inviata nelle Marche per il terremoto del 30 ottobre 2016 ha coperto tutti gli speciali dei Telegiornali Mediaset: TG5, TG4, Studio Aperto e TGcom24. Dal 2019 si occupa di informazione economica per la redazione politico-economica di NewsMediaset. Inviata a Londra da Tgcom24, l'8 settembre 2022, ha coperto lo storico evento della scomparsa della Regina Elisabetta II, raccontando il cordoglio della Gran Bretagna. In diretta collegandosi con i TG e le edizioni Speciali dei Notiziari TV Mediaset.  